# Kolegium Nauczycielskie Lewinskiego
Kolegium Nauczycielskie Lewinskiego (hebr. מכללת לוינסקי לחינוך, ang. Levinsky College of Education) – izraelska uczelnia pedagogiczna na osiedlu Migdale Ne’eman w Tel Awiwie, nadająca tytuł licencjata.

## Historia

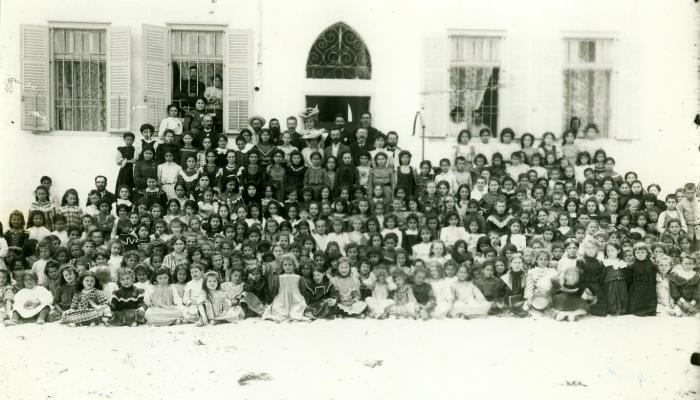
Kolegium Nauczycielskie Lewinskiego w 1938

Placówka została założona w 1912 przez członków syjonistycznego ruchu Chowewej Syjon. Była to pierwsza uczelnia nauczająca po hebrajsku w Ziemi Izraela. Nazwano ją na cześć Elhanana Leiba Lewinskiego (1857–1911), rosyjskiego pisarza i dziennikarza pochodzenia żydowskiego, czołowego działacza ruchu syjonistycznego. Szkoła pierwotnie znajdowała się w osiedlu Newe Cedek, w samym centrum Tel Awiwu.
W 1938 instytucja przeniosła się do innej siedziby, a w 1982 do nowego kampusu położonego na osiedlu Migdale Ne’eman, w północnej części Tel Awiwu.

## Wydziały
Wśród nauczanych kierunków są: komputery i matematyka, literatura dziecięca, sztuka dziecięca w wieku przedszkolnym, komputery w edukacji, pedagogika specjalna, literatura na wyższych uczelniach, edukacja ze zwierzętami i inne.